# أبيردين
أبيردين (بالإنجليزية: Aberdeen)‏ هي مدينة أمريكية تقع في ولاية أيداهو. تبلغ مساحة هذه المدينة 2.6 (كم²)،ويبلغ عدد سكانها 1994 نسمة حسب إحصاء سنة 2010 م 1994.

## التركيبة السكانية

### تعداد عام 2000
بلغ عدد سكان أبيردين 1,840 نسمة بحسب تعداد عام 2000، وبلغ عدد الأسر 603 أسرة وعدد العائلات 435 عائلة مقيمة في المدينة. في حين سجلت الكثافة السكانية 1,807.9 نسمة لكل ميل مربع (698.0/كم2). وبلغ عدد الوحدات السكنية 654 وحدة بمتوسط كثافة قدره 642.6 نسمة لكل ميل مربع (248.1/كم2).
وتوزع التركيب العرقي للمدينة بنسبة 66.30% من البيض و0.71% من الأمريكيين الأصليين و0.33% من الأمريكيين ذوي الأصول الآسيوية و0.05% من سكان جزر المحيط الهادئ و0.11% من الأمريكيين الأفارقة و3.59% من عرقين مختلطين أو أكثر.بلغ عدد الأسر 603 أسرة كانت نسبة 41.0% منها لديها أطفال تحت سن الثامنة عشر تعيش معهم، وبلغت نسبة الأزواج القاطنين مع بعضهم البعض 60.7% من أصل المجموع الكلي للأسر، ونسبة 7.5% من الأسر كان لديها معيلات من النساء دون وجود زوج، وكانت نسبة 27.7% من غير العائلات. تألفت نسبة 26.7% من أصل جميع الأسر من أفراد ونسبة 14.6% كانوا يعيش معهم شخص وحيد يبلغ من العمر 65 عاماً فما فوق. وبلغ الحجم الوسطي للأسر 3.75، أما الحجم الوسطي للعائلات فبلغ 3.05.
بلغ العمر الوسطي للسكان 29 عاماً. وكانت نسبة 38.3% من القاطنين تحت سن الثامنة عشر، وكانت نسبة 7.2% بين الثامنة عشر والأربعة وعشرون عاماً، ونسبة 25.4% كانت واقعةً في الفئة العمرية ما بين الخامسة والعشرين حتى الرابعة والأربعين عاماً، ونسبة 17.1% كانت ما بين الخامسة والأربعون حتى الرابعة والستون، ونسبة 12.0% كانت ضمن فئة الخامسة والستون عاماً فما فوق.

### تعداد عام 2010
بلغ عدد سكان أبيردين 1,994 نسمة بحسب تعداد عام 2010، وبلغ عدد الأسر 615 أسرة وعدد العائلات 466 عائلة مقيمة في المدينة. في حين سجلت الكثافة السكانية 1,935.9 نسمة لكل ميل مربع (747.5/كم2). وبلغ عدد الوحدات السكنية 667 وحدة بمتوسط كثافة قدره 647.6 لكل ميل مربع (250.0/كم2).
وتوزع التركيب العرقي للمدينة بنسبة 60.2% من البيض و0.7% من الأمريكيين الأصليين و0.1% من الأمريكيين ذوي الأصول الآسيوية و0.1% من الأمريكيين الأفارقة و1.5% من عرقين مختلطين أو أكثر.بلغ عدد الأسر 615 أسرة كانت نسبة 49.6% منها لديها أطفال تحت سن الثامنة عشر تعيش معهم، وبلغت نسبة الأزواج القاطنين مع بعضهم البعض 59.0% من أصل المجموع الكلي للأسر، ونسبة 10.6% من الأسر كان لديها معيلات من النساء دون وجود زوج، بينما كانت نسبة 6.2% من الأسر لديها معيلون من الذكور دون وجود زوجة، وكانت نسبة 24.2% من غير العائلات. تألفت نسبة 20.0% من أصل جميع الأسر من أفراد ونسبة 10.7% كانوا يعيش معهم شخص وحيد يبلغ من العمر 65 عاماً فما فوق. وبلغ الحجم الوسطي للأسر 3.79، أما الحجم الوسطي للعائلات فبلغ 3.24.
بلغ العمر الوسطي للسكان 28.1 عاماً. وكانت نسبة 37.2% من القاطنين تحت سن الثامنة عشر، وكانت نسبة 8.7% بين الثامنة عشر والأربعة وعشرون عاماً، ونسبة 24.2% كانت واقعةً في الفئة العمرية ما بين الخامسة والعشرين حتى الرابعة والأربعين عاماً، ونسبة 19.8% كانت ما بين الخامسة والأربعون حتى الرابعة والستون، ونسبة 10.1% كانت ضمن فئة الخامسة والستون عاماً فما فوق.